# Мечеть Іса-Бей
Мечеть Іса-Бей ( тур. İsa Bey Camii), побудована в 1374–75 рр.,  і є одним із найстаріших  творів архітектурного мистецтва, що залишилися від анатолійських бейліків . Мечеть розташована на околиці пагорбів Аясулук у Сельчуку, Ізмір .

## Історія
Мечеть побудувана сирійський архітектором Алі б. Мушайміш аль-Дімашкі, на честь Айдініда Іса-бея .   Плани мечеті базуються на Великій мечеті Дамаска . 
До 1829 року мечеть була в руїнах, а до 1842 року і мінарет.  У 19 столітті мечеть також використовувалась як караван-сарай. Поруч із мечеттю є восьмикутна сельджукська тюрбе з каменю та цегли з дахом у формі піраміди.

## Архітектура
Мечеть має два головних входи, на схід і на захід, і містить фонтанний дворик.  На західній стіні вигравірувано написи та геометричні фігури . Ці стіни облицьовані мармуром, а фасади з інших сторін зроблені з тесаного каменю. Вона побудована асиметрично на 48-на-56-метрів (157 на 184 фут) база. Обрамлення її куполів діаметром 9,4 метра (31 фут) і 8,1 метра (27 фут), прикрашені плиткою Ізніка (Нікеї). Дванадцять круглих колон стоять у внутрішньому дворі, оточеному ганками. ЇЇ мурований мінарет збудовано на восьмикутній основі, а верхня частина з боку балкону зруйнована. Мечеть мала ще один мінарет на заході, який зараз повністю зруйнований. Міхраб (нішу або вівтар) перенесли в іншу мечеть.

## Галерея

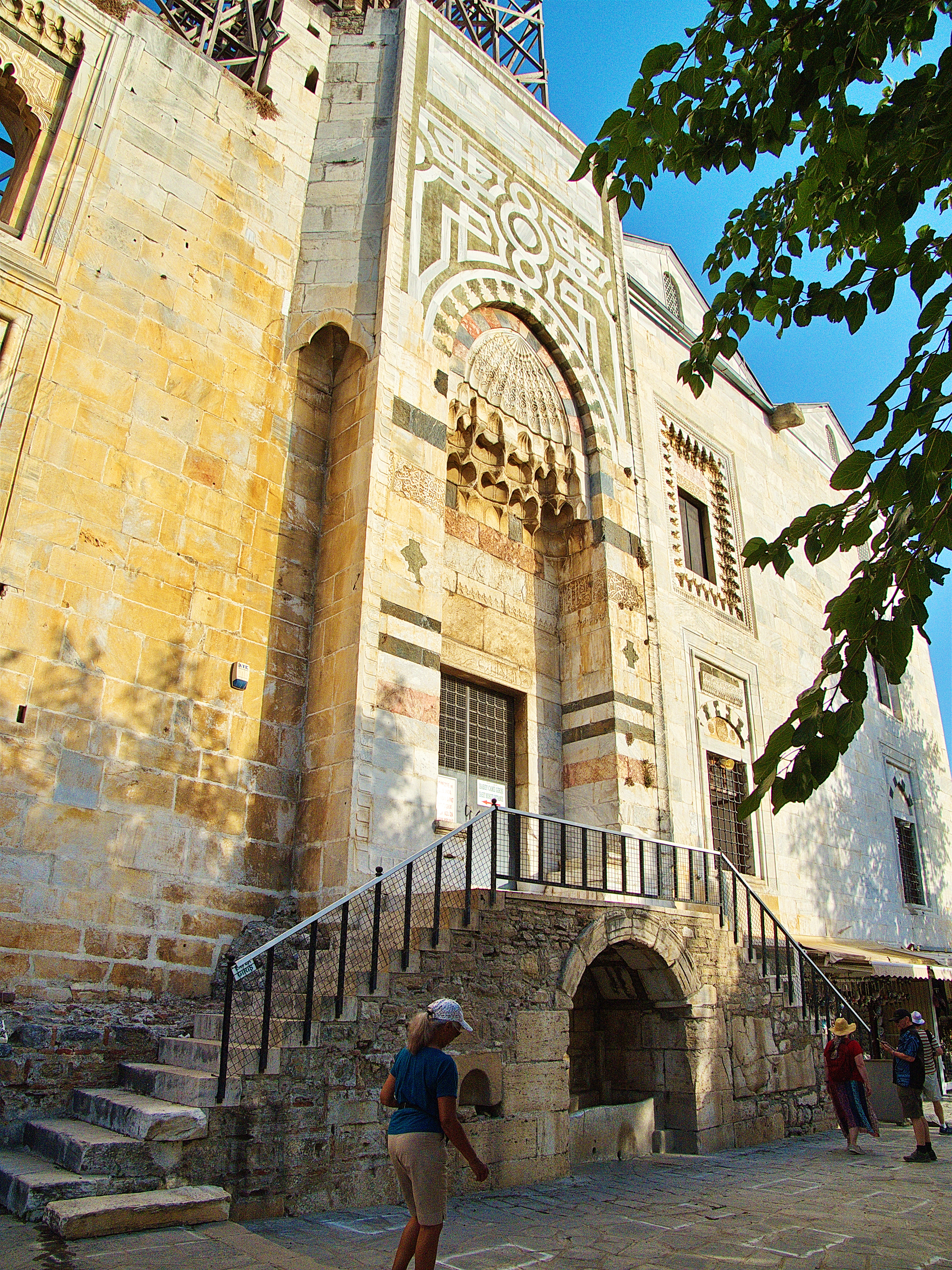
Зовнішній вигляд мечеті Іса-Бей
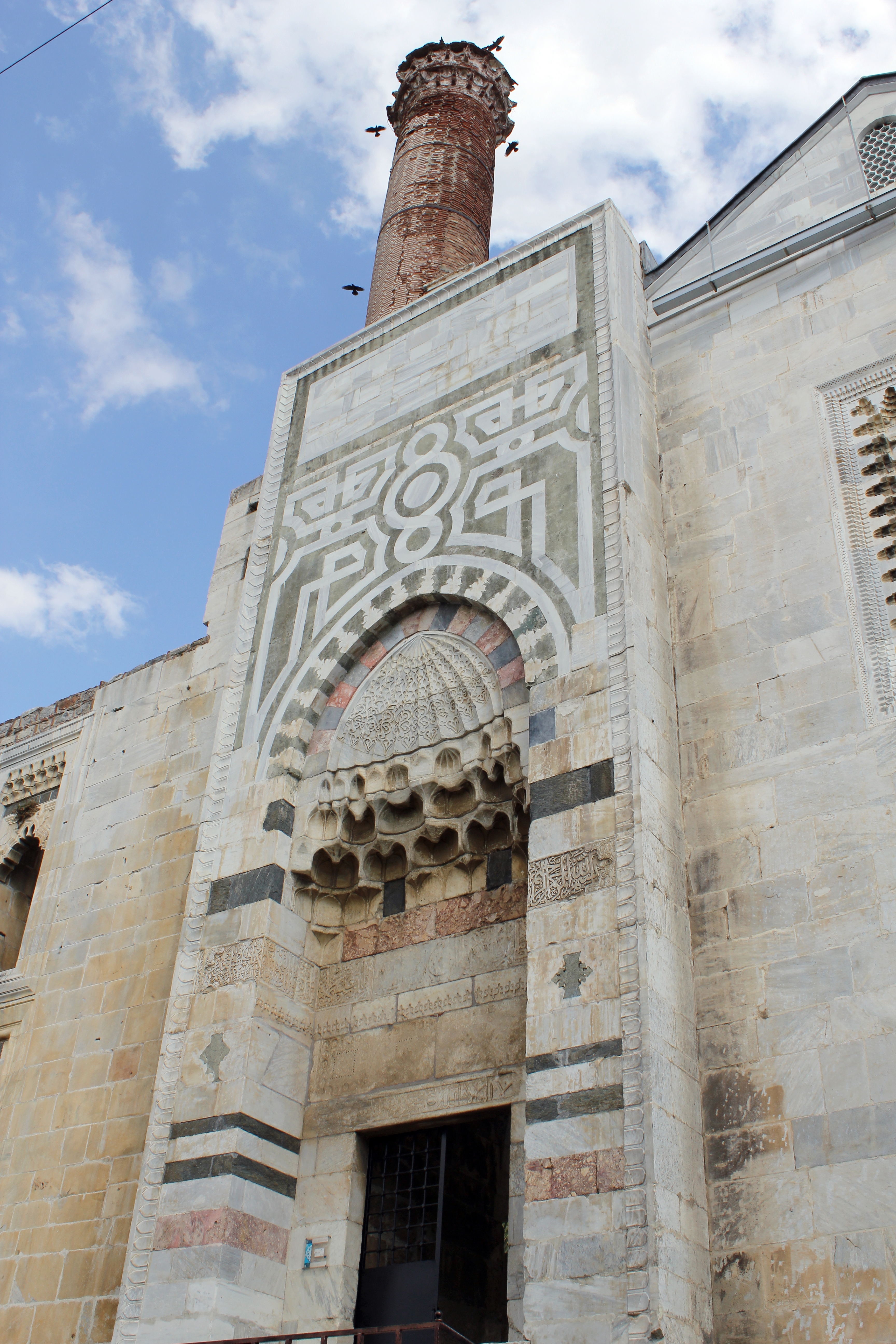
Вхід у двір
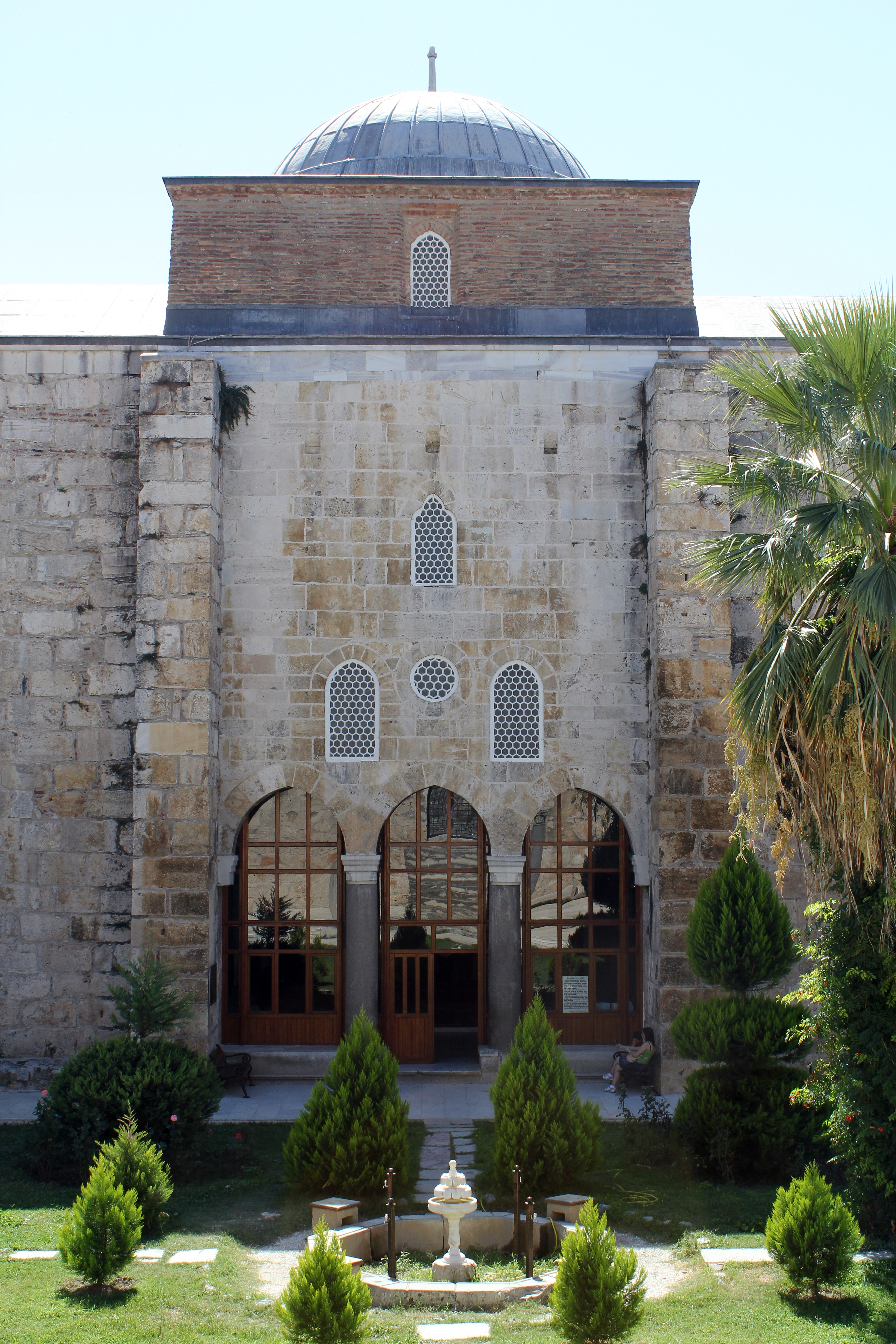
Вхід до мечеті
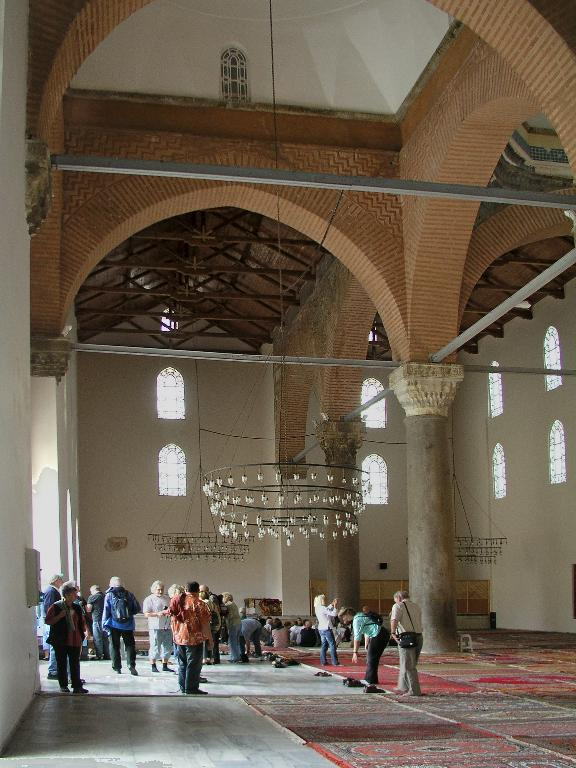
Інтер'єр мечеті
План

## Дивіться також
- Династія Айдінідів
- Анатолійські бейліки
- Ісламська архітектура
- ісламське мистецтво
- Список мечетей
- Хронологія ісламської історії
- Список великих мечетей Туреччини

## Зовнішні посилання
- Історія та архітектура мечеті Ісабей з багатьма фотографіями
- Зображення мечеті Ісабей
- Понад 30 фотографій мечеті